# Península de Nicoya

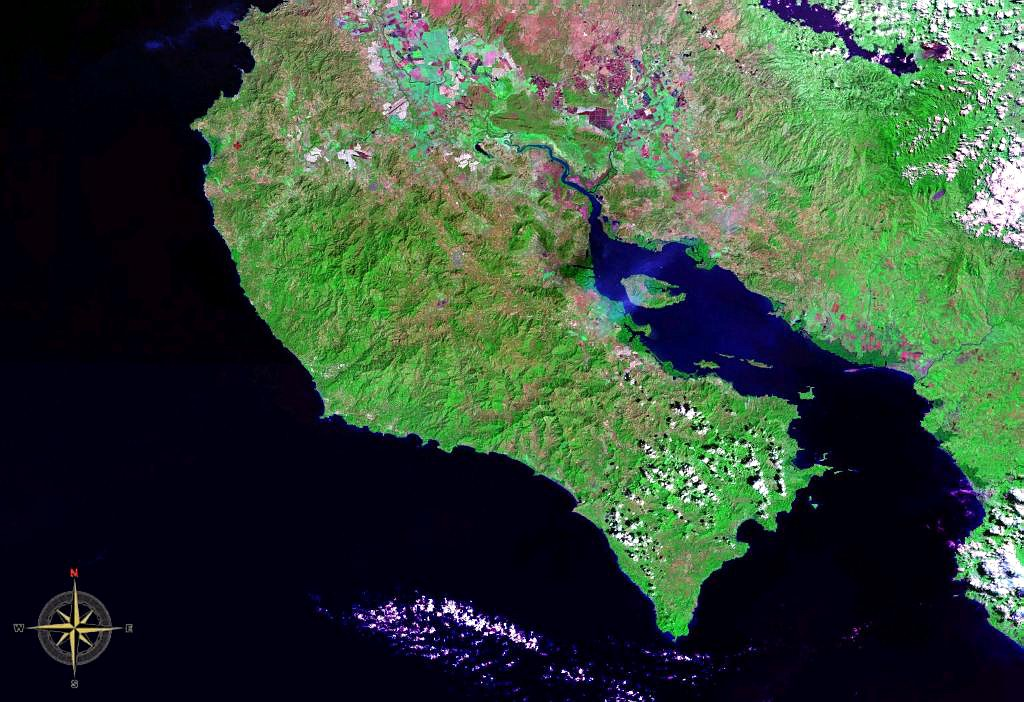
Península de Nicoya vista do espaço (falsa cor).

A península de Nicoya é uma península na costa pacífica da Costa Rica, situada nas províncias de Guanacaste e Puntarenas. A sua largura varia de 30 a 60 km  com aproximadamente 120 km de comprimento, sendo a maior das penínsulas costa-riquenhas. É conhecida pelas suas praias sendo um destino turístico popular.
O principal centro comercial e de transportes da região é Nicoya, uma das localidades mais antigas da Costa Rica. Há ferry-boats entre Puntarenas e a península de Nicoya. A península conta com um aeroporto internacional em Liberia e pequenos aeródromos em Nosara, Carrillo e Tambor. A região foi incluída no livro Blue Zones (Zonas Azuis), de Dan Buettner, que focou a longevidade dos residentes locais.